# Mouchin
Mouchin är en kommun i departementet Nord i regionen Hauts-de-France i norra Frankrike. Kommunen ligger i kantonen Cysoing som tillhör arrondissementet Lille. År 2022 hade Mouchin 1 466 invånare.

## Befolkningsutveckling
Antalet invånare i kommunen Mouchin
| Referens: INSEE |